# Скопље
Скопље (мкд. Скопје  ( слушај); алб. Shkup или Shkupi) јесте главни и највећи град Северне Македоније. Град је политичко, културно, привредно и академско средиште земље.
Скопље има веома значајан географски положај; лежи на обалама Вардара ниже његових става с Треском и Лепенцом, у сјеверозападном крају плодног и пространог Скопског поља, а има богато залеђе и у околним областима; налази се у средишњој области и у самом језгру Балканског полуострва на главној трансбалканској, моравско-вардарској саобраћајној артерији, с којом се ту укрштају и друге уздужне и попречне комуникације.
Стога је Скопљу од природе одређена улога великог културног, привредног и политичког средишта.
Скопље има велики значај за српску заједницу у Северној Македонији (око ⅓ укупног броја Срба у Северној Македонији). Срби чине мањину у граду, која је по степену образовања и градском животу много битније спрам удела у градском становништву.

## Име
Садашњи назив града потиче од назива Скупи, који је било дарданско насеље (касније римска колонија) које се налазило у близини, а које је изведено из грчког Скупе (грч. Σκοῦποι).
Након антике, Скупи заузимају разни народи и име је неколико пута превођено на неколико језика. С тим је Скупи на бугарском постао Скопије (буг. Скопие), а касније на турском Ускуб (тур. Üsküb). Овај назив је на Западу прихваћен као Ускуб (Uskub) или Ускуп (Uskup), а називи су коришћен све до 1912. године. У неким западним изворима наводе се и облик Скопија (Scopia или Skopia).
Када је Краљевина Србија 1912. године ослободила подручје Вардарске Македоније, град је званично постао Скопље и овај назив су прихватили бројни језици. Послe завршетка Другог светског рата поред назива Скопље, други службени назив био је Скопје (мкд. Скопје), на стандардном македонском језику који је поред српскохрватског био службени језик Социјалистичке Републике Македоније. На албанском језику град се зове Шкуп (алб. Shkup) или Шкупи (алб. Shkupi), а на ромском Скопије (ромс. Skopiye).

## Географија
Скопље се налази на 21° 26' источне и 42° северне географске ширине, у средишњем делу Балканског полуострва.
У односу на Скопље се околни важни градови се налазе на раздаљини од:
- Београд — 430 km северно,
- Софија — 220 km североисточно,
- Атина — 700 km јужно,
- Тирана — 310 km југозападно,
- Ниш — 210 km северно,
- Солун — 230 km јужно.

У оквиру Северне Македоније Скопље се налази у северном делу.

### Рељеф
Скопље је положено у истоименој Скопској котлини. Дата област је позната и као Скопско поље, као синоним за добро обрађено, пољопривредно подручје. Скопска котлина је са севера затворена Скопском црном гором, а са југа планином Водно.
Надморска висина у његовом језгру износи 240 m, али се ободни квартови налазе и на преко 400 m.
Град се простире се на 1818 km² а само изграђено градско подручје захвата 225 km².
Скопски земљотреси:
Скопље је положено на изразито трусном подручју и град има дугу историју земљотреса:
- Први пут град погађа земљотрес 28. априла 518. године.
- 1555. године град поново погађа разорни земљотрес, али он убрзо бива обновљен и постаје главно војно упориште турске војске.

У 16. веку и 17. веку Скопље постаје највећи и најбогатији град у европском делу Османског царства.
- Дана 26. јула 1963. године град погађа земљотрес од 9 степени Меркалијеве скале.

### Клима
Клима у граду је умерено континентална са знатним утицајем оближњег Егејског мора. Климу Скопља одликује средња годишња температура око 12,4 °C. Лета су дуга, сува и врела, а зиме хладне и са много магловитих дана.
| Клима Скопља                | Клима Скопља  | Клима Скопља | Клима Скопља | Клима Скопља | Клима Скопља | Клима Скопља | Клима Скопља | Клима Скопља | Клима Скопља | Клима Скопља | Клима Скопља | Клима Скопља | Клима Скопља  |
| Показатељ \ Месец           | .Јан.         | .Феб.        | .Мар.        | .Апр.        | .Мај.        | .Јун.        | .Јул.        | .Авг.        | .Сеп.        | .Окт.        | .Нов.        | .Дец.        | .Год.         |
| --------------------------- | ------------- | ------------ | ------------ | ------------ | ------------ | ------------ | ------------ | ------------ | ------------ | ------------ | ------------ | ------------ | ------------- |
| Апсолутни максимум, °C (°F) | 18,7 (65,7)   | 24,2 (75,6)  | 28,8 (83,8)  | 32,4 (90,3)  | 35,2 (95,4)  | 41,1 (106)   | 42,8 (109)   | 43,2 (109,8) | 37 (99)      | 33 (91)      | 28,2 (82,8)  | 22,1 (71,8)  | 43,2 (109,8)  |
| Средњи максимум, °C (°F)    | 4,0 (39,2)    | 8,4 (47,1)   | 13,6 (56,5)  | 18,6 (65,5)  | 23,9 (75)    | 27,4 (81,3)  | 29,8 (85,6)  | 30,0 (86)    | 26,1 (79)    | 19,5 (67,1)  | 11,2 (52,2)  | 5,3 (41,5)   | 18,2 (64,8)   |
| Средњи минимум, °C (°F)     | −3,6 (25,5)   | −1,3 (29,7)  | 1,9 (35,4)   | 5,4 (41,7)   | 10,0 (50)    | 13,0 (55,4)  | 14,8 (58,6)  | 14,6 (58,3)  | 11,4 (52,5)  | 6,3 (43,3)   | 1,4 (34,5)   | −2,2 (28)    | 6,0 (42,8)    |
| Апсолутни минимум, °C (°F)  | −25,6 (−14,1) | −21,8 (−7,2) | −10,8 (12,6) | −5,8 (21,6)  | −1 (30)      | 3 (37)       | 7 (45)       | 7 (45)       | −2 (28)      | −6,4 (20,5)  | −12,2 (10)   | −22,9 (−9,2) | −25,6 (−14,1) |
| Количина падавина, mm (in)  | 36 (14,2)     | 36 (14,2)    | 40 (15,7)    | 40 (15,7)    | 60 (23,6)    | 46 (18,1)    | 34 (13,4)    | 27 (10,6)    | 36 (14,2)    | 42 (16,5)    | 56 (22)      | 51 (20,1)    | 504 (198,4)   |
| Извор: worldweather.org     |               |              |              |              |              |              |              |              |              |              |              |              |               |

### Воде
Кроз Скопље протиче река Вардар средњим делом свог тока. Проток Вардара у Скопљу је скоро исти као и на његовој делти код Солуна. Долина Вардара је равна и подложна поплавама, па њена непосредна околина није много развијена. У Скопљу Вардар прави неколико већих меандра, а преко њега прелази неколико мостова. У Вардар се код Скопља улива неколико река. Најдужа од њих је Треска, дуга око 130 km. Друге реке су Лепенац, Пчиња, Кадина река, Маркова река и Патишка, које су све краће од 70 km.
Скопље има у својој близини два вештачка језера, Матку и Треску, у које се улива истоимена река и налазе се на само неколико километара од центра града.

## Историја
Скопље је било познато већ у античко доба, а претпоставља се да су га основали Дарданци у 3. веку п. н.е.. Након римског освајања град је назван Скупи (лат. Scupi). Првобитно се налазио у саставу римске провинције Мезије, односно Горње Мезије, а након њене поделе крајем 3. века постао је главни град римске провинције Дарданије. Током целокупног античког периода, град никада није био део античке (хеленистичке, а потом римске) Македоније. Град је страдао у земљотресу 518. године, а поново је страдао крајем 6. и почетком 7. века у време најезде Авара и досељавања Словена.
Током 6. и 7. века, на ширем простору око Скопља настанили су се Срби и друга словенска племена. Крајем 9. и почетком 10. века, долази до ширења Првог бугарског царства према скопској области, која је потом потпала под византијску власт (971—976), а затим под власт Самуиловог царства (976-1018). Потом је уследио нови период византијске власти током 11. и 12. века. Српски велики жупан Вукан је крајем 11. века, у време током српско-византијских ратова продирао све до Скопља. У 12. веку арабљански географ Идризи записује да је "Искафија знатан град, дан хода удаљен од Болога (Полога - Тетова)".
Српски велики жупан Стефан Немања накратко је заузео Скопље током својих похода против Византије између 1183. и 1190. године. Иако је царска власт у граду обновљена, након пропасти Византије (1204) Скопље је потпало под власт крсташке Солунске краљевине, а потом и грчког Солунског царства, да би га након 1230. године запосела Бугарска. Средином 13. века град је враћен под византијску власт. Од 1282. године Скопље поново улази у састав српске државе, а од 1346. године је и престоница Српског царства. У њему је краљ Душан крунисан за цара 16. априла 1346. године у присуству српског патријарха Јоаникија II. Цар Душан га назива "Славни и частни град Скопије царски."
Турци су га 1392. године преоели од Срба и дали му назив на турском, Üsküb или Uskup, за време петстогодишње османске владавине. Он је постао војно средиште одакле су Турци вршили инвазију на друге српске земље. А у 15. веку био је на гласу као "најобилнији робовски трг", у којем су се два роба могла добити за пар чизама. Године 1438. српски летописац је записао "Изгоре Скопје и у њему много душа сагоре". Турци су расељавали Србе даље на југ, у доњу Албанију, и рушили православне цркве, као по запису из 1535. године "Расипаше цркве у Стопи".
Ипак упркос свему Скопље је у 15. веку велика и напредна варош. Године 1502. путописац Феликс Петанчић га назива главним градом Дарданије. Путописац Канеј пише 1573. године о "развалинама старог града са православном црквом." Други посетиоци помињу вредне пажње: сахат-кулу, мост на Вардару са 13 лукова, много џамија, амама, караван-сераја, безистан, лепа шеталишта, покривену чаршију... Страдало је Скопље од "труса" (потреса) 1555. године, па 1594. године "Изгоре Скопље". Доктор Браун је 1669. године приметио да у Скопљу има чак 700 кожара, који израђују извртан кордован. Град је познат по развијеној трговини кожама, вуном, воском и вином. У 16. веку то је богата трговачка варош у којој постоји колонија Дубровчана. Ови су закупили много винограда, које обрађују јефтино купљени робови. 
Скопље је у турско доба било главни град Косовског вилајета (округа).
Турски писац Дилџер Зеде је посетио град у 17. веку, и написао: „Дуго сам путовао преко те земље Румелије и видео сам доста лепих градова и био сам запањен Алаховим благословима, али ниједан ме није надахнуо и обрадовао толико као небески град Скопље кроз који протиче река Вардар“.
Ефендија Евлија Челебија је у 17. веку, пред његову катастрофу дао најлепши опис града, који се раширио по зеленој, убавој и широкој равници. Имало је тада 70 мала, са 2150 дућана, 10.060 кућа, на један или два спрата, од којих неке камене и лепе, и све су покривене црвеном ћерамидом. Сем тога Скопље има 120 џамија, 110 чесама... Трг је подељен на разне чаршије, а најлепше су: платнарска, свиларска, шаторџијска, обућарска, бојаџијска... Скопље је чиста варош, а улице равне и белим каменом калдрмисане... Тврђава је тврда, јака, правоугаона, са 70 кула. Поред српске цркве ту је и јерменска.
Године 1689, град је опљачкао па запалио аустријски генерал Пиколомини. Становници града су се пре тога повукли у друге крајеве Турске, па су Аустријанци ушли у напуштен град. Следеће године, град је страдао од Турака: "Халил-паша разби са војском Скопље и Качаник, и исече скопска нахија".
Отворена је 8. октобра 1897. године српска Скопска Митрополија са седиштем у Скопљу. Први митрополит - администратор био је архимандрит Фирмилијан, за чије потребе је реновирана зграда митрополије, а за њу је службом везана црква Св. Спаса. Прва црквена служба на српском и грчком језику ту је одржана на празник Ваведеније 1897. године. Скопље је 1905. године имало око 32.000 становника, мешавину Срба, Бугара, Турака, Албанаца и Рома.
Током Првог балканског рата, српска војска је 1912. ослободила Скопље од турског ропства. Град је постао део Краљевине Србије, која је 1918. године постала део новостворене Краљевине СХС, односно Краљевине Југославије (1929). У међувремену, током Првог светског рата, Скопље је од 1915. до 1918. године било под бугарском окупацијом. Споменик ратницима је откривен 17. децембра 1924.
Између светских ратова у граду је српска управа подигла много нових здања и алеја и да је град у средишњем делу добио „европске црте“. Овоме је посебно допринео градоначелник Скопља, архитекта Јосиф Михајловић (1887—1941), који је био на месту градоначелника од 1929. до 1936. и од 1939. до смрти 1941. године. Скопље је 1929. године постало главни град новостворене Вардарске бановине.
Током Другог светског рата, Скопље се у периоду од 1941. до 1944. године поново нашло под бугарском окупацијом. Након ослобођења, Скопље је 1945. године постало главни град новостворене југословенске федералне јединице која је добила име Македонија. Тиме је Скопље по први пут у својој дугој историји постало део неке политичко-административне јединице која је носила име "Македонија".
Године 1963. Скопље је погодио снажан земљотрес, у ком су страдали или били оштећени бројни културни споменици. За време Југославије, Скопље је брзо расло и постало је важно средиште тадашње државе.
Након распада Југославије (1991—1992), Скопље је постало главни град нове независне државе, која је у то време била позната као БЈР Македонија Грчка се дуго противила коришћењу имена Македонија од стране званичног Скопља (види:Македонско питање) те је стога наметнула економску блокаду и затворила приступ мору преко солунске луке, која је жестоко нашкодила привреди Скопља. Блокада је скинута 1995. након договора између Грчке и власти у Скопљу. Упркос каснијим договорима, многи Грци ову државу и даље називају „Републиком Скопље“ а њене становнике „Скопљанцима“ (Skopiani на грчком).

## Срби у Скопљу
Историја Срба у Скопљу може се поделити на три историјска периода: средњовековни (до 1392. године), османски (1392-1912) и савремени (након 1912. године).
Српски велики жупан Вукан је око 1093. године извршио продор у област Скопља, али град је остао под византијском влашћу. Током својих похода против Византије, између 1183. и 1190. године, српски велики жупан Стефан Немања накратко је заузео и Скопље.
Град је касније поново потпао под српску власт и било је у српској држави више од два века, између 1282. и 1392. године. Српски краљ Милутин је саградио три православне цркве у Скопљу: прву, посвећену празнику Успење Богородице; другу, посвећену Св. великомученику Ђорђу; трећу, посвећену Св. равноапостолском Константину. После његове смрти сахрањен је у својој задужбини, Успенској цркви, у Скопљу. Његов син краљ Стефан Дечански је испунио завештање очево, и три године касније пренео његове мошти у Софију, где се и сад налазе у храму Св. Недеље, његовој задужбини познатијој као "Свети Краљ". Под царом Душаном од 1346. године постало је друга престоница. Српски цар је у Скопљу прославио 1352. године своју крсну славу Св. Аранђела.
У 16. веку то је и даље српски, али културни центар. Тако 1569—1570. године ту је држао књижару Кара-Трифун, у којој је продавао српске књиге. У граду у 17. веку столује "епископ Скопју и Пологу", а век касније "епископ Скопију и Врањи". Евлија Челебија помиње српску цркву у Скопљу. Путописац Соранчин назива град 1575. године: "Скопље великим и насељеним градом у Србији". Слично пише и Александар Комуловић 1584. године - "Скопље се налази у Србији, чији је главни град". Скопски митрополит Симеон у Русији се представља 1641. године да је "из сербске земљи города Скопљи". Када је Патријарх пећки Арсеније Чарнојевић 1682. године кренуо на хаџилук у Свету земљу - Јерусалим, застао је у једном селу близу Скопља. Изашли су пред њега прво скопски ђакон Христифор, а касније и сам митрополит скопски Теофан. Како је записао Патријарх: "Принесоше част (послужење) са љубављу". Барон Феликс де Божур (крајем 18. века) "Скопље има 5-6.000 становника, и налази се у Србији". И додаје - град је са малим кућама, прљавих уских улица, стари град се распао... Јордан хаџи Константиновић као његов становник тада, пише 1846. године за Скопље: "Град стар, велик и чудесан; око њега су близу 20 манастира зиданих од српских владалаца." Ни једна српска "покрајина" није тако препуна местима и објектима који носе име Краљевића Марка, као околина града Скопља.
Скопље је била прво престоница српског цара Душана, а затим краља Вукашина и његовог сина - Краљевића Марка Мрњавчевића. У самом Скопљу је зато било некад много православних, већином српских средњовековних цркава. Крајем 19. века у њему су, међутим, штрчали минарети 17 џамија, које су у ствари биле некадашњи храмови. Тако је Сија-Бегова џамија -најлепша и најбогатија муслиманска богомоља у Скопљу, подигнута на темељу и од камена Душанове задужбине - цркве Светих Арханђела. Алаџа-џамија на речици Серави, постала је од цркве Светог Ђорђа, задужбине српског краља Милутина. Ту је само био оборен звоник, и додат минарет, а све је остало било исто, непромењено. Трећа, Мустафа-пашина џамија која се издизала у граду повише валијске куће (конака), велико здање са пет кубета и великим шадрваном (водоскоком), била је пре црква Свете Петке. Под том џамијом су била подвлашћена сва села, њих 18, која су некад припадала манастиру Матејичу. Пармиџи-џамија покривена плехом, на каменом мосту са десне стране реке Вардара, у којој је био магацин за џебану (муницију), некад је била црква Свете Недеље. Бугарски егзархисти су 1898. године освештали нови храм посвећен Св. Димитрију у Скопљу. Црква је никла на месту некадашње истог имена, која је била саборна од времена обнове Пећке патријаршије. Бугари су наводно порушили стару цркву, само због њене, српске прошлости. Између Срба и Бугара у Скопљу, почетком 20. века водила велика "борба" око цркве Светог Спаса; коме ће припасти. Скопски саборни храм је између два рата била стара црква Св. Богородице. Нова црква у Скопљу освећена маја 1934. године била је храм Славе. То је била богомоља са костурницом подигнута на тамошњем војничком гробљу. Налазила се поред пута Скопље-Куманово. Градња цркве је почела 1929. године, по пројекту инжињера Константина Хоменка. Дивни мермерни иконостас поклонио је краљ Александар други Карађорђевић.
После укидања Пећке патријаршије 1766. године, пропале су све старе српске школе. Грци су као носиоци владајуће јерархије надвладали Словене - Србе и Бугаре. Писменост су деца наставила по српским манастирима, у малим манастирским школама. Међу прве српске школе основане наново у 19. веку у Старој Србији, спада и она у Скопљу. Отворена је око 1830—1835. године за време Хамзи-пашине управе. Када је у Скопљу саграђена Богородичина црква, уз њу је отворена прва српска школа са учитељем Николом из Прилепа. Он је предавао по старински: часловац, псалтир и писање србуљско - по манастирском методу. Учио се ту и грчки језик, као "трговачки" да би се угодило грчком владици. Кад је умро учитељ Никола, још девет месеци је школа радила, под поп Арсом из Велеса. Скопљанци су другу српску школу отворили 1848. године у предграђу Чаиру, у којој је почео децу учити Скопљанац, Ђорђе Карга. Њега је наследио већ помињани поп Арса из Велеса. Ученик те школе, Коста Сидовић који је постао члан "меџлиса", касније је био веза са Београдом, посредовао је да српске школе добијају уџбенике штампане у Србији. Иза поп Арсе као учитеља, радио је калуђер Павлентије са Свете Горе. Док је калуђер учио децу, дошао је Никола из Кожана за грчког учитеља. Због тога се тада одвојила грчка школа од српско-словенске народне у Скопљу. Скопљанци се реше и позову Србина из Војводине, Парталеја (у ствари Павла) који 1850. године поста српски учитељ. Изводио је наставу у тој школи која се од тад зове само "српска" годину дана, до 1851. Учила се у тој школи код Богородичине цркве, од тада поред црквених књига и чиста "српска писменост", и општа историја и култура. У то време 1851—1852. године отворили су Скопљаци трећу српску школу, на десној обали Вардара у "Араџи Саламедин махали". Ту је часове држао неки "распоп" Атанас, којег за пола године замени Србин (име) из Галичника. А у школи где је наставу држао Парталеј, поставили су Анастаса из Велеса. По смрти Атанасовој, стигао је учитељ Трајко из Штипа. Када је путописац јеромонах Гедеон посетио 1851. године Скопље, приметио је да су ту људи финији и отворенији за европску културу. У граду су биле три православне цркве, поред нове дивно украшене "саборне" Богородичине, наводи још две старе - Св. Спаса и Св. Димитрија. Деца се уче у три српске школе, под тројицом учитеља. У једној (оној код Богородичине цркве) уче се занимљиви предмети важни за шире образовање, па се она може сматрати за "нижу гимназију". Бугари су прву своју школу отворили у Скопљу 1863. године, и то преваром јер су "главну" српску школу (радила 1830-1863), претворили у "бугарску". Урадио је то - "побугарио" српску школу, неки Стојанче из Бунишевца, бивши ученик скопског учитеља и свог заштитника Анђелка, наследника 1854. године чувеног Јордана Хаџи Константиновића. У једном извештају помиње се српска основна школа у Скопљу, између 1868—1874. године.
Патријарх српски Атанасије други, живео у 18. веку (око 1750), родом је из Скопља.
Формиран је 1851. године претплатнички пункт за набавку једне српске књиге у Скопљу. Окупили су се читаоци - писмени људи због "драматичне повести" српског краља Војислава, захваљујући труду тамошњег учитеља Јордана Хаџи Трајковића. Наводе се у списку претплатника: Илија игуман манастира Љубанског, Прокопије јеромонах тог манастира, учитељ виших наука поменути Јордан, Игњатије учитељ нижих наука и црквени "пјевац", др Станојло Јанковић практични лекар, Пера Јовин, Јован Хаџи Поповић, Трајко Арсић, Христа Тасић, Никола Атанацковић, Илија Јовин, Зафир Костић, Коста Анчев, Панта Стајчев, Јован Стефков, Димитрије Сирах и Коста Икономов.
Године 1857. купио је књигу о народним песмама, Јордан Хаџи Константиновић Џиновић учитељ и "члан Србског ученог друштва" у Београду. Међу купцима једне српске књижице срећу се 1864. године у Београду, Скопљаци: Замфир Хаџи Поповић и Серафим Хаџи Ђоровић.
Хаџи Јордан је био најугледнији и "први" учитељ српски у Старој Србији, али који се залагао за слогу међу тамошњим поробљеним Словенима - Србима и Бугарима. Дошао је за учитеља у Скопље 1852. године, да замени привременог учитеља калуђера Доротеја, при "главној" школи код Богородичине цркве. Са њим је стигао као помоћник и појац, Игњатије Тошевић из Башиног села. Имао је Јордан велику библиотеку са књигама на разним језицима, коју су му Турци оштетили, док је био учитељ у Скопљу до 1854. године. Други боравак Јорданов у Скопљу траје 1856—1858. године. Бугарски егзархисти су га прогонили и оптуживали код Турака. Допао је и тамнице, а кад се ослободио ишао је у Прилеп, па Кавадарце за учитеља. Због Грка - фанариота којима је сметао јер је тражио словенска богослужења, протериван је двапут из Скопља а једном у Велесу, те био затворен и у тешком прогонству у Малој Азији, када му је један заптија камџијом избио око. Треће бављење Јорданово у Скопљу 1869. године било је најкраће, јер су га овај пут Бугари убрзо "најурили". Константиновић се није залагао ни за Бугаре ни за Србе, него за "Словенство", и мада је једно време попустио, због незаинтересованости државе Србије, и приближио се "Бугарашима", убрзо је са њима рашчистио дефинитивно. Видео је у њима 1873. године свог главног непријатеља. Био је тај одважни српски учитељ - мученик значајан је по свом просветитељском раду и писању. Писао је уџбенике за српске школе, који су тајно штампани "ватошкој" штампарији или у Београду. Био је дописник српских листова и објавио радове у београдском "Гласнику српског ученог друштва". Вредан је и по томе што је руском научнику Гиљфердингу био главни сарадник, уступивши му своју велику грађу о јужно-словенским старинама.
Године 1854. Скопљаци су у "Чаирску школу" довели новог учитеља Михајла Ковачевића из Штипа. У трећој српској школи, остаде само Србин Н. из Галичника, док учитеља Трајка преведоше у Чаир. Србина је 1858. године заменио учитељ из Србије, Стојко Аћимовић родом из Палошева. Отишао је Аћимовић 1860. године у друге српске школе да настави просветни рад. Године 1897. у Скопљу су у српској школи радиле учитељице Анка Панзатијевић, Настасија Деспотовић и Милка Спасић, док је директор српске гимназије био професор Иларион Весић. При српским школама у Скопљу деловао је хуманитарни Фонд за помоћ сиромашној школској деци под именом "Напредак".
Године 1877. усред Скопља убили су бугарски егзархисти Србина, оца Стојана Стојчевића, јер је одбио да "буде Бугарин". Слично су прошле и друге српске породице у Скопљу, попут Јањића, Димитријевића, Секулића, Николића, Богдановића, Вељковића и других. Трифуна Вељковића су попови "бугараши" 1882. године на превару одвели у непознатом правцу; био је ликвидиран. Трифун је међутим оставио кратко "опроштајно" писмо у којем је сина Лазара, обавестио да ће страдати због свог српства. На Богојабљеније 1897. године шесторица Бугара напала је српску литију код водоосвећења. Избила је велика туча у којој је рањено 40 Бугара и четири Србина. Избоден је ножем усред дана у центру Скопља 1901. године Србин, поп Тома Јовановић, од стране бугарског атентатора.
Најистакнутији Срби у Скопљу били су пре Првог светског рата Богдан Раденковић, Стрико - Лазар Божовић, Илија Вулетић, Давид Димитријевић, Михаило Шушкаловић, Милан Чемерикић, Глиша Елезовић и Велимир Прелић. Прелић је био жртва атентата бугарских комита 1928. године. Србија је због деликатног стања у Скопљу држала своја четири можда најспособнија конзула: Карића, Ристића, Балугџића и Јована Јовановића. Једно време у Скопљу је било неиздржив положај наметнут Србима. Само су биле две српске кафане - ортака Стерђевића и Поповића и Јанчетов Хан. Радио је један Србин лекар и по један поп, прво Бурка, па Стевка са малом оскудном парохијом. Браћа Поповићи су били српски национални радници у Скопљу. Око 1880. године Младен Поповић (умро 1928) је држао "хотел", а брат Василије био је учитељ у том граду. Младен је био чувен по одважности, а за кога се надалеко чуло када је пред Хафиз-пашом у Скопљу једини од хришћанских првака посведочио да је Србин, иако је то било опасно и забрањено. Осим њих у Скопљу су у трговачким пословима предњачили Срби, са угледном фирмом "Браћа Јовановићи". Коча Јовановић један од покретача српске четничке акције на југу је у Скопљу 1895. године отворио прву српску књижару. У њој су се тајно састајале и договарале српске комите, у чијим се редовима налазио и Коча.
Децембра 1888. године Турци су у Скопљу јавно спалили 3000 српских књига, намењених школама. У Скопљу је живео и радио приватну лекарску праксу (1894) године, Србин лекар Михаило Шушкаловић, који је завршио Медицински факултет у Бечу. Угледни и писмени Србин, Божин Југовић био је 1896. године градски терзија и једно време замењивао учитеља у основној школи. Његов брат је у то време био парох у Охриду, а стриц калуђер у манастиру Хиландару. Имао је лепу збирку српских историјских, националних и црквених књига, које је позајмљивао Србима да читају. Забележене су у Скопљу 1896. године од српских просветних установа: две основне школе, мушка гимназија и Виша девојачка школа. До 1893. године Турци су толерисали само једну српску основну школу, а 1897. године било их је три, за мушку и женску децу. Гимназија је започела рад 1894. године, то је као интернатски завод (са две изнајмљене куће за смештај ђака) а учила је по плановима сличним нижим гимназијама. У њој је било школске 1895/1896. године у два разреда 105 ученика. Управник школе и наставник прво је био Илија Вучетић, па архимандрит Иларион Весић. Виша женска школа је такође интернатског типа, у којој раде три наставнице. Биле су 1897. године две српске гимназије у Скопљу; мушка и женска. Српско забавиште у Скопљу се помиње 1900. године. Турски султан је одликовао орденом Меџидије, четвртог степена, придворног протојереја Симу Протића из Скопља, марта 1900. године. Скопско друштво "Српско коло" приредило је 1905. године свечану седницу у помен покојном писцу Јанку Веселиновићу. Седница је одржана у позоришној дворани Српске гимназије. Говорници су били Стеван Тубић - о делу Веселиновићем, и Војислав Ненадић - читао песму о Јанку и једну приповетку књижевникову. Године 1907. изгорела је зграда српске мушке гимназије и учитељске школе у Скопљу. На Сретење 1909. године у Скопљу одржана је прва скупштина Срба у Османском царству. Отворена је у Скопљу 1910. године "Српска пивовара" (пивара). Излазио је у Скопљу, српски лист "Вардар" (1910). Године 1911. у Скопљу су биле ове српске образовне установе: основне школе, Мушка гимназија, Учитељска школа и Домаћичко-раденичка школа.
У Скопљу је крајем 19. века радило конзуларно представништво Краљевине Србије. Тако се 1898. године помињу ту: Михаило Г. Ристић конзул II класе и Настас Настасијевић писар I класе.
Срби су под Турцима били мање више потиснути и у сенци, због јаке непријатељске пропаганде и бруталног насиља, карактеристичног за турску окупацију Старе Србије.

## Становништво
Према попсу из 2021. године град Скопље има 422.540 становника, док са околином има око 527 хиљада (око 30% становништва Северне Македоније). Ово је готово 15 пута више него почетком 20. века, а број становника се и даље повећава захваљујући досељавању становништва из свих делова државе и позитивном демографском расту.
Етнички састав
Скопље традиционално има веома шаролик етнички састав.
| Национални састав према попису из 2021.‍ | Национални састав према попису из 2021.‍ | Национални састав према попису из 2021.‍ | Национални састав према попису из 2021.‍ | Национални састав према попису из 2021.‍ |
| --------------------------------------- | --------------------------------------- | --------------------------------------- | --------------------------------------- | --------------------------------------- |
|                                         |                                         |                                         |                                         |                                         |
| Македонци                               | Македонци                               |                                         | 263.711                                 | 62,4%                                   |
| Албанци                                 | Албанци                                 |                                         | 72.841                                  | 17,2%                                   |
| Роми                                    | Роми                                    |                                         | 17.117                                  | 4%                                      |
| Срби                                    | Срби                                    |                                         | 8.363                                   | 1,9%                                    |
| Турци                                   | Турци                                   |                                         | 7.913                                   | 1,9%                                    |
| Бошњаци                                 | Бошњаци                                 |                                         | 5.739                                   | 1,4%                                    |
| Аромуни                                 | Аромуни                                 |                                         | 2.682                                   | 0,6%                                    |
| непописани                              | непописани                              |                                         | 38.504                                  | 9,1%                                    |

## Управна подела града
Као и многи други велики градови и град Скопље је подељен на више општина.
Данашња подела садржи 10 општина:
| Редни Број | Општина      | Површина   | Број становника |
| ---------- | ------------ | ---------- | --------------- |
| 1.         | Центар       | 7,52 km²   | 43.893          |
| 2.         | Гази Баба    | 110,86 km² | 69.626          |
| 3.         | Аеродром     | 21,85 km²  | 77.735          |
| 4.         | Чаир         | 3,52 km²   | 62.586          |
| 5.         | Кисела Вода  | 34,24 km²  | 61.965          |
| 6.         | Бутел        | 54,79 km²  | 37.968          |
| 7.         | Шуто Оризари | 7,48 km²   | 25.726          |
| 8.         | Карпош       | 35,21 km²  | 63.760          |
| 9.         | Ђорче Петров | 66,93 km²  | 44.844          |
| 10.        | Сарај        | 229,06 km² | 38.399          |
| Укупно     | Град Скопље  | 571,46 km² | 526.502         |

## Привреда
У складу са величином и важности за државу, Скопље је и главно седиште македонске индустрије (металопрерађивачка, хемијска, дрвна, текстилна, кожна и штампарска). Индустријски развој је праћен интензивним развојем унутрашње и спољне трговине и банкарства, као и активности на пољима културе и спорта.

### Саобраћај
Улога Скопља као главног транспортног центра југоисточне Европе је порасла од 1990-их година.
Град се налази на раскрсници две велике европске саобраћајне кориде — Коридор VIII (исток — запад) и Коридор X (север — југ). Овај значајан положај града је побољшан изградњом нових ауто-путева на две трансверзале, нове обилазнице, а у току је и проширење и модернизација аеродрома Александар Велики.
- Скопље, аеродром Александар Велики
- E65 део северне обилазнице
- Аутобус у Скопљу

Једини међународни аеродром Александар Велики налази се у општини Петровец, удаљеној 22 km источно од града. Аеродром је дат под концесију турске ТАВ компаније, са којом је уговорено да уложи €200 милиона да прошири и реновира обе стране Скопља и охридског аеродрома, као и за изградњу новог карго аеродрома у Штипу. Скопље је повезано ваздушном линијом сваке године са Београдом, Амстердамом, Берлином, Будимпештом, Бурсом, Бриселом, Диселдорфом, Хамбургом, Истанбулом, Љубљаном, Лондоном, Подгорицом, Прагом, Римом, Софијом, Бечом, Загребом и Цирихом.

## Знаменитости града
- Душанов мост (на реци Вардар; симбол је града изграђен у 15. веку и представља везу старог и новог дела Скопља)
- Тврђава Кале
- Стара скопска чаршија (у Чаиру)
- Мустафа-пашина џамија (један од најлепших исламских споменика у Скопљу изграђен 1492. године)
- Даут-пашин амам (изграђен 1484. године)
- Музеј савремене уметности (налази се у близини скопске тврђаве)
- Музеј македонске борбе за државност и самосталност
- Археолошки музеј Македоније
- Национална и универзитетска библиотека „Св. Климент Охридски“
- Милениумски крст (налази се на врху планине Водно изнад града; направљен је од челика и има висину од 67 m и распон од 46 m, а подигнут је поводом 2000. годишњице рођења хришћанства)
- Феудална кула (налази се у близини Дома армије)
- Сама локација дома светски познате хуманитарне раднице — Мајка Тереза (у близини Трга Македонија)
- Мустафа-пашина џамија (изграђена 1492. године; једна је од најлепших грађевина из османског периода у Скопљу)
- Ристићева палата
- Мост Око
- Мост уметности
- Православна црква Св. Спас (налази се у старом граду и изграђена је у 19. веку; иконостас има карактеристичне лепе дрворезе, а исклесан је од стране мијачких резбара Петра и Марка Филиповског као и Макарија Фрчковског; унутар цркве је гроб највећег македонског револуционара — Гоце Делчева)
- Стари римски аквадукт
- Кањон Матка
- Саборни храм Св. Климент Охридски
- Градска црква Пресвета Богородица
- Античко насеље Тумба Маџари
- Споменичка обележја на Тргу Македонија (Цар Самоил, Димитрија Чуповски, Димитар Беровски, Солунски атентатори, Јустинијан I, Гоце Делчев, Даме Груев)
- Споменик и вечна ватра палих хероја за Македонију
- Гази Иса-бегова џамија
- Јахја-пашина џамија
- Султан-Муратова џамија
- Марков манастир
- Манстир Св. Димитрија
- Манастир Св. Пантелејмон
- Сули Ан
- Безистан
- Ратник на коњу (Споменик Александра Македонског)
- Ратник (Споменик Филипа II Македонског)
- Меморијална кућа Мајке Терезе
- Капија Македонија

## Знамените личности
- Љубиша Самарџић, српски глумац и редитељ.
- Фотије Костовски, српски протосинђел.
- Васа Јовановић, српски правник, политичар и национални радник. Један је од оснивача српске четничке организације 1903. и Лиге народа.
- Мајка Тереза (Агнеса Гонџа Бојаџи, алб. Agnes Gonxha Bojaxhiu), рођена у Скопљу 1910. у римокатоличкој албанској породици, позната хуманисткиња, добитница Нобелове награде за мир 1979.
- Милчо Манчевски, познати режисер (филм Пре кише и др.)
- Мајк Зафировски, познати светски бизнисмен, менаџер и саветник америчког председника Џорџа В. Буша
- Бранимир Штулић — Џони, југословенски рок-музичар рођен 1954. године у Скопљу
- Срђан Керим, Председник Генералне скупштине Уједињених нација
- Дарко Панчев, македонски фудбалер.
- Орце Николов, македонски и југословенски револуционар, партијски руководилац при КПЈ

## Партнерски градови
Скопље је збратимљен град са следећим градовима:
| - Нирнберг, Немачка - Сарагоса, Шпанија - Љубљана, Словенија - Анкара, Турска - Дрезден, Немачка - Темпи, Аризона, САД - Лече, Италија - Ист Јорк, Канада - Вроцлав, Пољска | - Сарајево, БиХ - Подгорица, Црна Гора - Нанчанг, Кина - Истанбул, Турска - Загреб, Хрватска - Варем, Белгија - Ниш, Србија - Питсбург, САД - Бредфорд, Енглеска, Уједињено Краљевство | - Крајова, Румунија - Дижон, Француска - Софија, Бугарска - Београд, Србија - Перник, Бугарска - Суец, Египат - Маниса, Турска - Ташкент, Узбекистан |

## Галерија
- Народна скупштина Македоније (Собрање)
- Саборни храм непризнате Македонске православне цркве
- Иса бегова џамија
- Државни Универзитет св. Ћирила и Методија, у Скопљу
- Куршумли хан
- Ристићева палата
- Чифте хамам, данас Народна галерија Македоније
- Градски музеј, смештен делом у старој железничкој станици, тешко оштећеној и земљотресу 1963.
- Трг Македонија ноћу
- Дабл-декер аутобус у Скопљу
- Стара чаршија у Скопљу 2018.